# Mac OS 8
Mac OS 8, vydaný 26. července 1997, představoval největší úpravu systému Mac OS od vydání System 7 asi šest let předtím. Mac OS 8 byl uveden po sérii vylepšení, kdy se snažil začlenit mnoho technologií vyvinutých pro příliš ctižádostivý operační systém společnosti Apple známý jako Copland. Mac OS 8 pomohl modernizovat Mac OS, zatímco Apple vyvíjel svůj operační systém nové generace, Mac OS X. Mac OS 8 je jedno z nejúspěšnějších vydání software, během prvních dvou týdnů se ho prodalo přes 1,2 milionu kopií.
Mac OS 8 přinesl řadu velmi důležitých změn, představil rozhraní Platinum a nativní vícevláknový (multi-threaded) Finder pro PowerPC. Mac OS 8.1 představil nový a mnohem účinnější systém souborů, známý jako HFS+. Mac OS 8.5 byla první verze Mac OS, která
vyžadovala procesor PowerPC. Používal původní verzi QuickDraw a AppleScript, spolu s vyhledávacím nástrojem Sherlock.

## Mac OS 8.0
Mac OS 8.0 byl vypuštěn 26. července 1997 s krycím jménem „Tempo“. Hlavní vylepšení obsahovala 3D rozhraní Platinum, procesor PowerPC, vícevláknový Finder a větší upravitelnost uživatelského rozhraní.
Další vlastnosti představené v Mac OS 8.0 zahrnovaly:
- Nastavení fontů a barev
- Kontextová menu
- Překrývající se okna
- Ovládací panel pro nastavení fotografií na pozadí
- Jednoduchý Finder, menu Finderu byla zredukována na základní operace pro zjednodušení práce nových uživatelů
- Vytvoření Nápovědy a rychlejších průvodců, obsahujících HTML stránky s nápovědou
- Podpora protokolu AFP
- Zvýšení výkonu virtuální paměti, AppleScriptu a času startu systému
- Rychlejší přestavění pracovní plochy

## Mac OS 8.1
Vypuštěn 19. ledna 1998. Byla to poslední verze, která běžela na procesorech Motorola 68040. Mac OS 8.1 představil nový systém souborů známý jako HFS+, který podporoval velké soubory a účinněji používal velké disky díky používání menších bloků. Uživatelé museli přeformátovat pevný disk, což smazalo veškerý obsah disku. Později se objevily programy třetích stran, které zachovaly data uživatelů během změny na HFS+. Systémy 68040 nepodporují spouštění operačního systému z HFS+ disků; spouštění se muselo provádět z disku se standardním HFS. Nicméně po spuštění operačního systému lze disky HFS+ připojovat a normálně používat.
Mac OS 8.1 také používal vylepšenou verzi PC Exchange, dovolující uživatelům vidět dlouhé názvy souborů (do 255 znaků), vytvořené na počítačích s operačním systémem Windows a podporujících FAT32.
Mac OS 8.1 je první verze která dokáže spustit aplikace pro Carbon. Podpora Carbonu vyžaduje instalaci CarbonLib, což není to standardní komponenta Mac OS 8.1 (lze stáhnout z webových stránek firmy Apple). Pozdější verze CarbonLib nicméně vyžadují Mac OS 8.6. Aplikace vyžadující
pozdější verze CarbonLib nelze na Mac OS 8.1 spustit.

## Mac OS 8.5
Byl vypuštěn 17. října 1998. Mac OS 8.5 byl první verzí, která běžela výhradně na počítačích vybavených procesorem PowerPC. Proto byla část kódu pro procesory Motorola nahrazen kódem PowerPC, tím se zvedl výkon, protože se nemuselo tolik spoléhat na emulaci 680x0.
Mac OS 8.5 představil vyhledávací nástroj Sherlock. Ten dovoloval prohledávat obsah dokumentů na disku (uživatel musel nechat disk zaindexovat) nebo na internetu. V tuto dobu se objevily plug-iny pro Sherlocka, které umožňovaly prohledávat obsah ostatních webových stránek.
Mac OS 8.5 obsahoval řadu výkonnostních vylepšení. Kopírování po síti bylo rychlejší než u předchozí verze a společnost Apple o ní říkala, že je rychlejší než Windows NT. Přepsán byl také AppleScript, aby používal pouze kód PowerPC, což znatelně zlepšilo rychlost jeho provádění.
HTML formát pro online nápovědu, již dříve uvedený ve Finderu, byl nyní použit všude. To zjednodušilo softwarovým společnostem psaní online nápověd a přispělo k tomu, že tištěné nápovědy se staly minulostí.
V tomto vydání byl změněn ovládací panel pro vzdálený přístup, byla mu přidána možnost připojovat se k ARA (Apple Remote Access) serverům.
V této verzi byl značně zjednodušen proces instalace. V dřívějších verzích pracoval instalační program v segmentech a často vyžadoval po uživateli, aby kliknul pro pokračování instalace do další části. Instalační program Mac OS 8.5 obvykle nevyžadoval po svém spuštění téměř žádnou interakci s uživatelem.
Mac OS 8.5 byl první verzí, která podporovala „témata“ (skiny). Tak bylo možné změnit vzhled rozhraní ze základního vzhledu Apple Platinum na „Gizmo“ nebo „HiTech“. Tato radikální změna vzhledu byla na poslední chvíli odstraněna a objevila se pouze u betaverze, přesto mohli uživatelé tvořit vlastní skiny (a sdílet je).
Tato verze podporovala také 32bitové ikony. Ty měly 24bitovou barevnou hloubku a 8bitový alfa kanál, který umožňoval průhlednost.

## Mac OS 8.5.1
Byl vypuštěn 7. prosince 1998. Mac OS 8.5.1 byla menší aktualizace, která opravovala četné chyby předchozí verze, způsobující havárie a ničící data.

## Mac OS 8.6
Vyšel 10. května 1999. Byl přidán nanokernel, který zvládal preemptivní úkoly a používal rozhraní Multiprocessing Services 2.x a novější. Ale stále nemohl rozdělovat procesy; systém stále používal kooperativní multitasking mezi procesy a i procesy, které uměly Multiprocessing
Services, stále měly část, která běžela v modré úloze (blue task), ve které běžely také všechny ostatní programy, a jediné úloze, která mohla běžet v 68k kódu.
Přesto byla tato verze mnohem rychlejší a stabilnější než obě předchozí verze. Některými je také považována za nejstabilnější verzi Mac OS (v rámci Classic, tedy mimo Mac OS X). Mnoho hardwarových vylepšení požadovalo jako minimum právě tuto verzi.